# Карклиньш, Лудвигс
Лудвигс Карклиньш (латыш. Ludvigs Kārkliņš, в советский период Людвиг Андреевич Карклинь; 19 августа 1928, Эдольская волость, Кулдигский край — 5 июня 2022) — латвийский музыковед. Доктор искусствоведения, заслуженный деятель искусств Латвийской ССР (1988).
Окончив школу в Кулдиге (1947), продолжил образование в Музыкальной школе имени Язепа Медыня (1947—1951), а затем в Музыкально-педагогическом институте имени Гнесиных в Москве, где изучал теорию музыки под руководством Валентины Таранущенко. Окончив курс в 1961 г., поступил там же в аспирантуру (научный руководитель Виктор Берков). В 1968 г. защитил в Ленинградской консерватории диссертацию «Ладогармоническое строение произведений Н. Я. Мясковского», на основе которой выпустил книгу «Гармония Н. Я. Мясковского» (1971). Затем посвятил себя исследованию творчества Яниса Иванова, опубликовал отдельными изданиями обзоры нескольких его симфоний, в 1982 году защитил в Московской консерватории докторскую диссертацию «Симфонизм Яниса Иванова и латышская симфоническая музыка»; на основе диссертации опубликовал монографию «Янис Иванов: наблюдения над симфоническим стилем» (1986).
До 1967 г. преподавал в различных музыкальных школах Латвии, в 1961—1963 гг. первый руководитель только что открывшегося музыкально-педагогического отделения Латвийской консерватории. В 1963—1980 гг. заведовал кафедрой теории музыки, в 1980—1994 гг. проректор по научной (с 1990 г. по научной и творческой) работе. В 1994—2005 гг. продолжал работать в консерватории как ведущий научный сотрудник. Опубликовал учебное пособие «Методика преподавания музыкально-теоретических предметов» (латыш. Mūzikas teorētisko priekšmetu mācīšanas metodika; 1956, переиздание 1963), учебник гармонии (1993, переиздание 1997), учебник «Основы теории музыки» (латыш. Mūzikas teorijas pamati; 1998).
В 1959 году выпустил «Музыкальную азбуку» (латыш. Mūzikas ābece) — словарь музыкальных терминов и названий, в дальнейшем неоднократно переиздававшийся под названием «Музыкальный лексикон» (латыш. Mūzikas leksikons; последнее издание 2013). На русском языке напечатал обзорные труды «Симфонические произведения в латышской музыке» (1973) и «Композиторы и музыковеды Советской Латвии» (1974), первый из них в переработанном виде вышел по-латышски (латыш. Simfoniskie darbi latviešu mūzikā; 1990). Неизданной осталась монография о творчестве латышского композитора-эмигранта Арнолдса Штурмса.
Член Союза композиторов Латвии (с 1962 г.), в 1968—1992 гг. член правления, в 1978—1984 гг. заместитель председателя, в 1984—1992 гг. секретарь.
Офицер Ордена Трёх звёзд (2002).